# Rafael Rufino Félix
Rafael Rufino Félix Morillón (Mérida, 9 de enero de 1929 - Mérida, 21 de junio de 2025) fue un escritor y poeta español.

## Reseña biográfica
Rafael Rufino Félix Morillón nació en Mérida, España, el 9 de enero de 1929. Realizó sus estudios de bachillerato en el viejo instituto Santa Eulalia, situado en la calle Moreno de Vargas de la ciudad emeritense, en donde conoció a ilustres profesores y, entre ellos, a Alonso Zamora Vicente. Luego, cursó sus estudios universitarios de peritaje en Madrid; allí se sentirá atraído por los ambientes literarios de varios cafés (San Isidro, Lisboa, Nacional, Lyra…), en los que coincidió con escritores de la talla de José García Nieto, Camilo José Cela, Gloria Fuertes, Manuel Alcántara. En el Café Varela participó en "Versos a Medianoche".[cita requerida]
Siempre ha confesado su admiración por Antonio Machado, a quien considera “maestro”. Y debió de ser por esas fechas cuando comprara en el Rastro madrileño una edición príncipe de Soledades, galerías y otros poemas, del poeta andaluz. Muchos años después, en 1998, al volver a Madrid, lo hará para pronunciar, en la Sala Noble del Ateneo madrileño, una conferencia titulada "Gracia y melancolía en la obra de los Machado"). La palabra cotidiana y emocionada, la melancolía, la sensación permanente de que el hoy es efímero, de que “se canta lo que se pierde”, es lo que le atrae del poeta sevillano. Y ese Machado asimilado empezará a tomar cuerpo en aquellas revistas madrileñas en las que el poeta emeritense colaboró, Adelfos y Nueva Generación. Al regresar a Mérida, se integró en el negocio de su padre relacionado con la automoción, al tiempo que continuaba su actividad literaria asistiendo a fiestas de poesía y publicando poemas y artículos en las revistas Ferias y Fiestas, Clarines de feria y Alor novísimo.[cita requerida]
La publicación más antigua de él data de 1951, en el diario Hoy: diez poemas bajo el título Visión poética de Mérida. En uno de ellos, Puente romano, dice así:

Arcos del puente romano,
ojos que miráis al río
desolado
al pueblo, al triste camino
que amortaja el camposanto
dormido:
pasadme al llano.

Después, colaboró en el periódico semanal Mérida (el número uno es del 27 de enero de 1952), con su columna titulada "Reloj de Arena", sobre acontecimientos de la época, al tiempo que realizaba crítica de cine firmando con el seudónimo Focus. En esos artículos, Rufino Félix, con una prosa amena y lírica, “un libro caudaloso de comentarios en prosa […]  El protagonismo temático lo asume la ciudad nativa del autor […] objeto de sus amores y desvelos. En ellos queda decisivamente prisionera su juventud y su niñez lejana entresoñada mediante profusos ángulos de belleza, merecedores de ser perennizados por la elegancia de una pluma palpitante, sin olvidar por eso el contorno vital y actualísimo de su ciudad”, dice en el prólogo de su edición Antonio Zoido.[cita requerida]
En la misma línea anterior, también escribirá semanalmente artículos, a finales de los ochenta y durante tres años, en el diario Hoy. A la vez, en el mencionado periódico, se fueron publicando sus poemas inéditos.
En abril de 1957, junto con un grupo de escritores amigos de su ciudad natal (Robles Febré, Rabanal Brito, Díaz Santillana,...), fundará la revista poética Olalla. Más tarde, al igual que desapareció la revista, Rafael Rufino también lo hizo, para convertirse en un poeta en soledad y dedicar esos años de retiro a la lectura, al cine y a la preparación de varios libros inéditos; entre ellos, Devocionario de los recuerdos, listo para ser publicado. Fueron años en los que leyó con verdadera fruición a autores como Juan Ramón Jiménez, Rafael Alberti, Luis Cernuda, Pío Baroja, Ramón Gómez de la Serna, Ramón María del Valle-Inclán, Ramón J. Sénder, los cuales contribuyeron a enriquecer su precisión léxica. Y a ese bagaje añadiría el interés por poetas extremeños como Jesús Delgado Valhondo, Manuel Pacheco, Miguel Combarros, Juan María Robles y Félix Valverde Grimaldi.[cita requerida]
Fue todo ello su camino hacia la búsqueda de un estilo original y sincero, sinceridad que él matiza: “el poeta es siempre un farsante, un simulador que, en el acto de escribir, se despoja de lo perverso, de lo despreciable que hay en el hombre, para tomar un aura de elegancia, para entregar sólo lo selecto, una parte ínfima de él…”.[cita requerida]

¿Cuándo estará mi voz
presta a deciros
la historia completa?

Por fin, en 1989, a la edad de sesenta años, Rufino Félix decidió entregar sus poemarios para su publicación. A Tarde cerrada le seguirán, en los años siguientes, una decena de poemarios que él había ido gestando durante más de treinta años. Por la alta consideración que él tiene de la poesía, solamente cuando se sintió formado es cuando la suya se la ha ofrecido al lector.[cita requerida]

## Obra
En la obra de Rufino Félix se observan dos épocas marcadas por la conciencia del tiempo: en la primera (la de la infancia, la de la adolescencia, la de la dicha y del amor), no se halla su presencia; en la segunda (la de la madurez, la del dolor), ese tiempo se muestra tiránico y fugaz.

Un río callado como un poema roto.
Un hombre que ha entregado
sus palabras finales.
Y el tiempo que se lleva
la voz que ya no canta
en el cauce profundo de su pecho.
Se va el hombre, cubierto por las aguas
que lo arrastran a oscuras hacia el mar
en una eterna muerte;
y se aleja, se pierde, penosamente mudo.
Desde la soledad de las orillas
suben trinos de ausencias por el aire.

Sin embargo, pese a sus variados registros, su poesía siempre muestra una coherencia mantenida en todos sus poemarios que podría resumirse en tres aspectos: su intimismo, la nostalgia por el tiempo ido y la riqueza de su vocabulario.[cita requerida]
El catedrático Ricardo Senabre, en el prólogo de su poemario Memoria de la luz, afirmó que “ajeno a cenáculos literarios y manifestaciones públicas, Rufino Félix ha ido construyendo una obra con la que el lector inadvertido tendrá, si se adentra en sus páginas con el fervor debido, una experiencia poco habitual: el encuentro silencioso y cordial con la auténtica poesía”, definiendo con el adjetivo “portentoso” al poeta emeritense. En su poema Sirena, Rufino escribe:

Una muchacha,
mascarón dorado,
fue abriendo el mar.
- Ella y su estela de esparcidos soles
alborearon mis ojos -.
-Incandescente, el aire
levantó llamaradas en su pelo
y el beso de la sal
puso en sus labios
un rescoldo de luces
– El henchido velamen de su pecho
por la candente ruta de mis venas –
Pasó su arboladura coronando
rojas espumas, cristales de fuego.
Volvió el mar a cerrarse.
Atrás quedó la niebla
en la insólita tarde
-Aún pervive en mi queja
el centelleo huidizo de su cuerpo–.

Su mejor estudioso, Francisco López-Arza Moreno, doctor en [filología]] por la Universidad de Salamanca, ha manifestado que “su verso brilla a la altura de la mejor poesía española de nuestra época”.[cita requerida]
El crítico y poeta Miguel Florián no dudó en emparentarlo con la poética de Rilke, Seferis o Saint-John Perse, por la altura épica y elegíaca de sus versos.[cita requerida]
Manuel Pecellín ensalzó con estas palabras su obra: "Con Rufino Félix estamos ante el más rico, intenso, maduro, conmovedor y acertado de los poetas extremeños vivos".
Moisés Cayetano Rosado, doctor en Geografía e Historia y profesor de Enseñanza Secundaria, manifestó: "Rufino Félix es una de las voces más vibrantes, compactas, intensas y sublimes de la poesía en castellano de las últimas décadas".
El profesor Jesús Serrano Garijo afirmó que su poesía “posee un hondo y melancólico sentido del tiempo. Es una de las más claras voces poéticas de Extremadura en el siglo XX”.[cita requerida]
El periodista y filólogo Enrique García Fuentes contestaba de esta manera a una pregunta sobre el autor: "Rufino Félix, poeta? Impagable, por supuesto".

### Poesía
- Tarde cerrada. Poemarios Kylix, número 4. Badajoz: Artes gráficas Boysu. 1998.[3]
- Crestería de la sal. Badajoz: Menfis Editores. 1990.
- Consumación del tiempo. Cuadernos poéticos Kylix número 18. Badajoz: Tecnigraf. 1991.
- Párpado de espumas. Badajoz: Menfis Editore. 1992.[4]
- Voz distante. Badajoz: Colección Autores Extremeños. Universitas Editorial. 1992.
- Memoria de la luz. Madrid: Colección Zénit, Huerga y Fierro. 1998. (Prólogo La mirada melancólica de Rufino Félix, de Ricardo Senabre)
- Versos recobrados. Mérida: Archivo Gráfico Gómez-Aguayo. 2000.
- Las aguas litorales. Sevilla: Padilla Libros Editores y Libreros. 2001.
- Las ascuas. Sevilla: Algaida Poesía. 2002.[5]
- Lírica taurina. Revista Clarines de Feria. Mérida: Club Taurino Emeritense. 2002.
- El tiempo y el mar. Obra poética de Rufino Félix Morillón, volumen I. Excmo. Ayuntamiento de Mérida. 2003.
- Las puertas de la sangre. Sevilla: Algaida Poesía. 2005.
- La soledad de las arenas. Sevilla: Algaida Poesía. 2007.
- El aire verdecido. Mérida: De la luna libros. 2008.
- La granazón del frío. Madrid: Colección “Dávila, Beturia Ediciones. 2010.
- Mies encendida. Badajoz: Indugrafic. 2012.
- Como un adiós de seda. Olivenza: Herákleion. 2014.
- Y el alba no vendrá. Madrid: Beturia Ediciones. 2017.
- La puerta del adios. Madrid: Beturia Ediciones. 2019.
- Reencuentro. Mérida: Gráficas Gaspar. 2019.
- El tiempo y el mar. Obra poética de Rufino Félix Morillón, volumen II. Excmo. Ayuntamiento de Mérida. 2020.
- Torrente incesante. Antología poética (1998-2021). Badajoz: Fundación CB. 2022.

### Prosa
- Reloj de Arena. Antología. Badajoz: Menfis Editores. 1992.

## Distinciones
- Finalista del premio Ciudad de Badajoz, 1991, por Párpado de espuma.
- Premio de Poesía Ciudad de Salamanca 2001[6]por su poemario Las ascuas.
- XXIII Premio de Poesía Ciudad de Badajoz, 2005, por Las puertas de la sangre. Poemario incluido para su estudio por la Universidad de Oxford en su Tratado de lengua castellana.
- Hijo Predilecto de Mérida (2003).